# Apfelstrudel

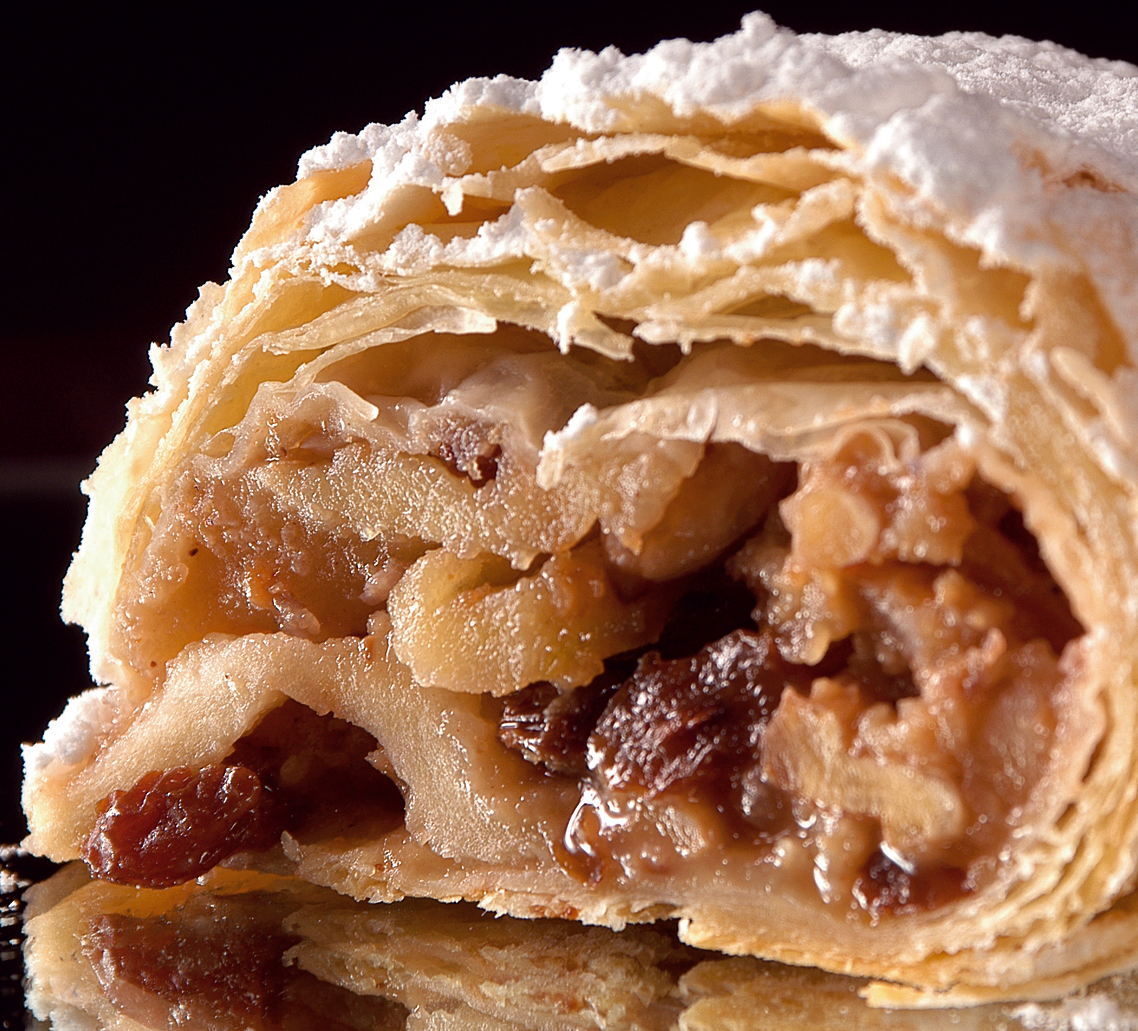
Wiener Apfelstrudel

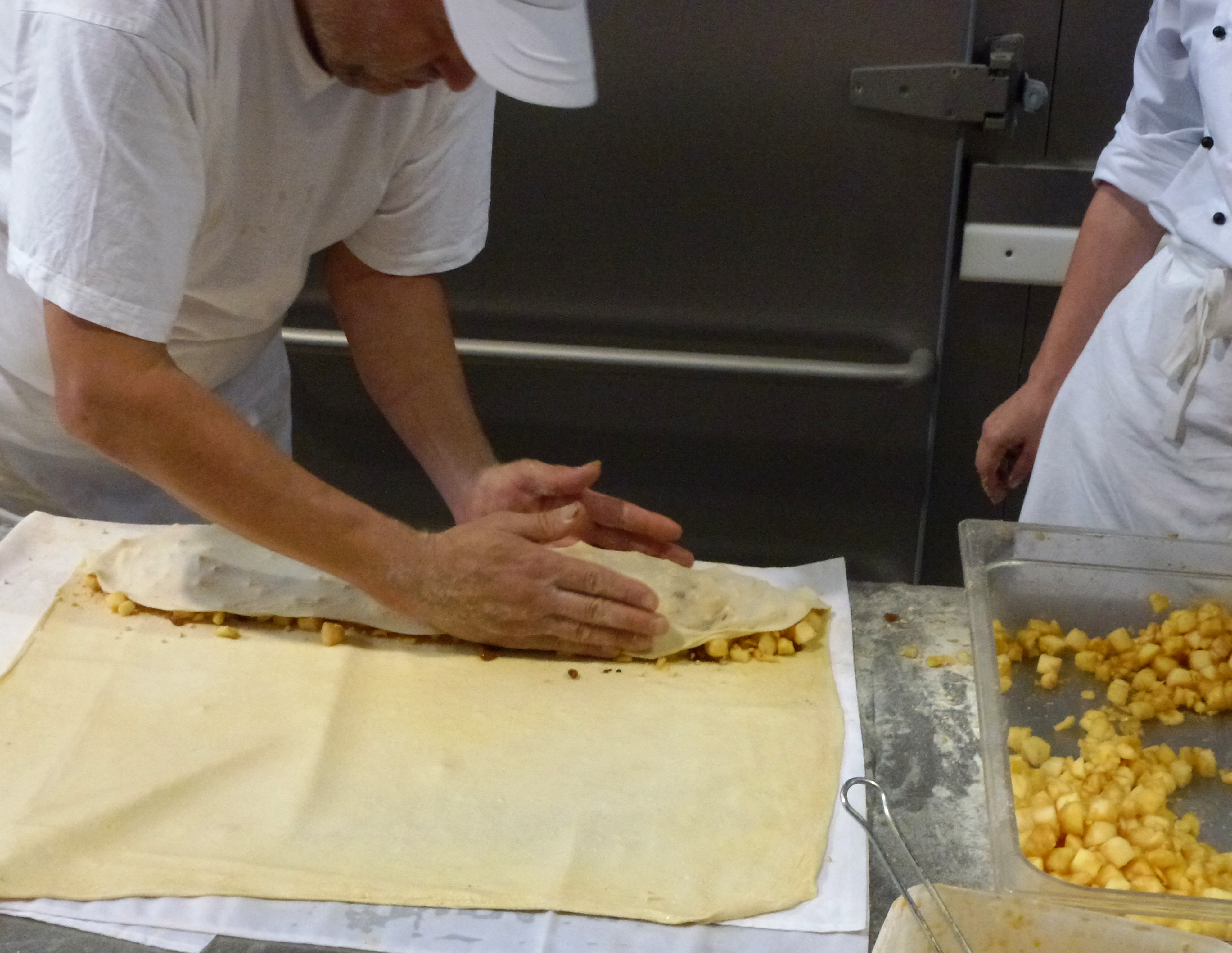
Apfelstrudel bei der Vorbereitung in der Bäckerei

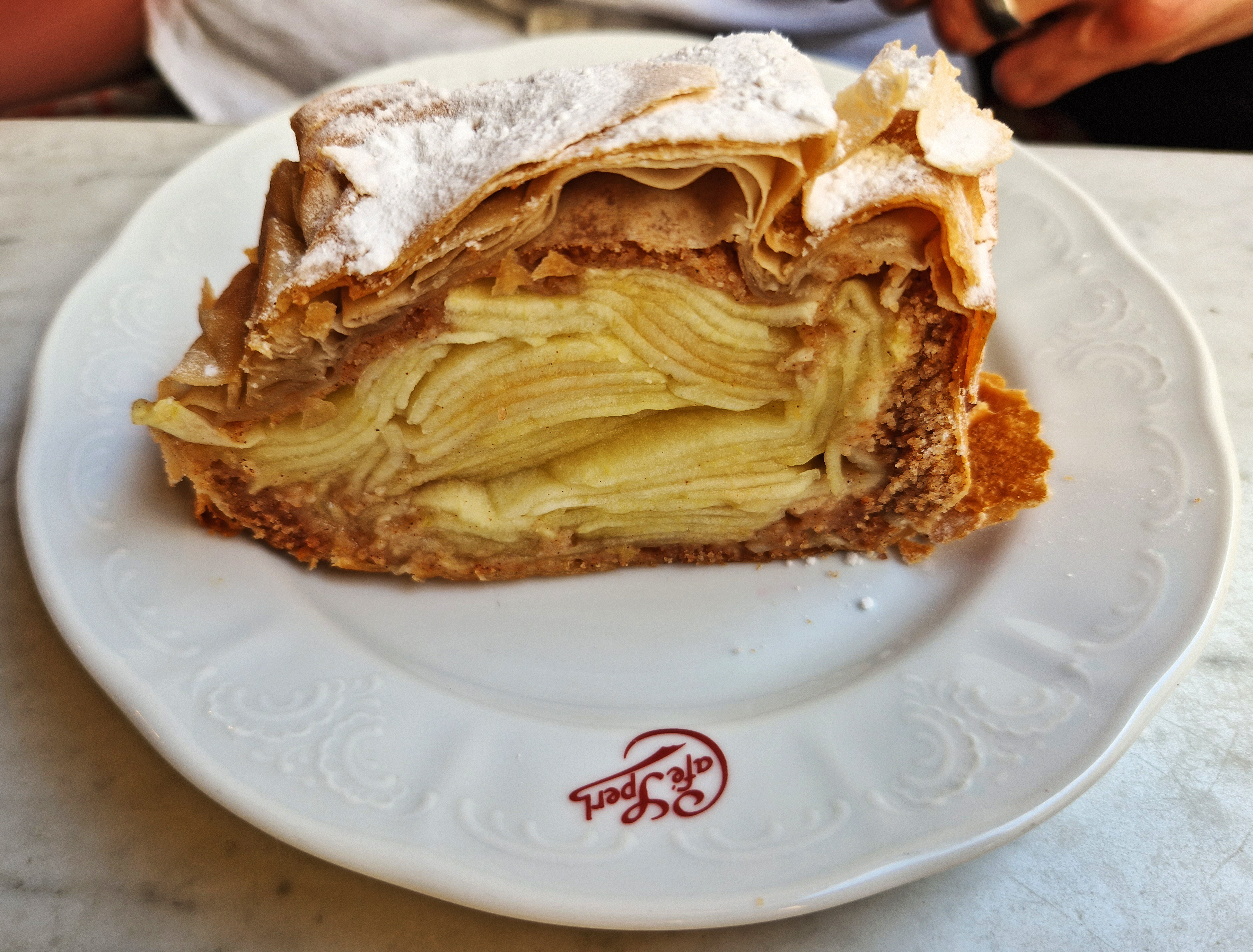
Apfelstrudel mit dünnen Apfelscheiben im Café Sperl

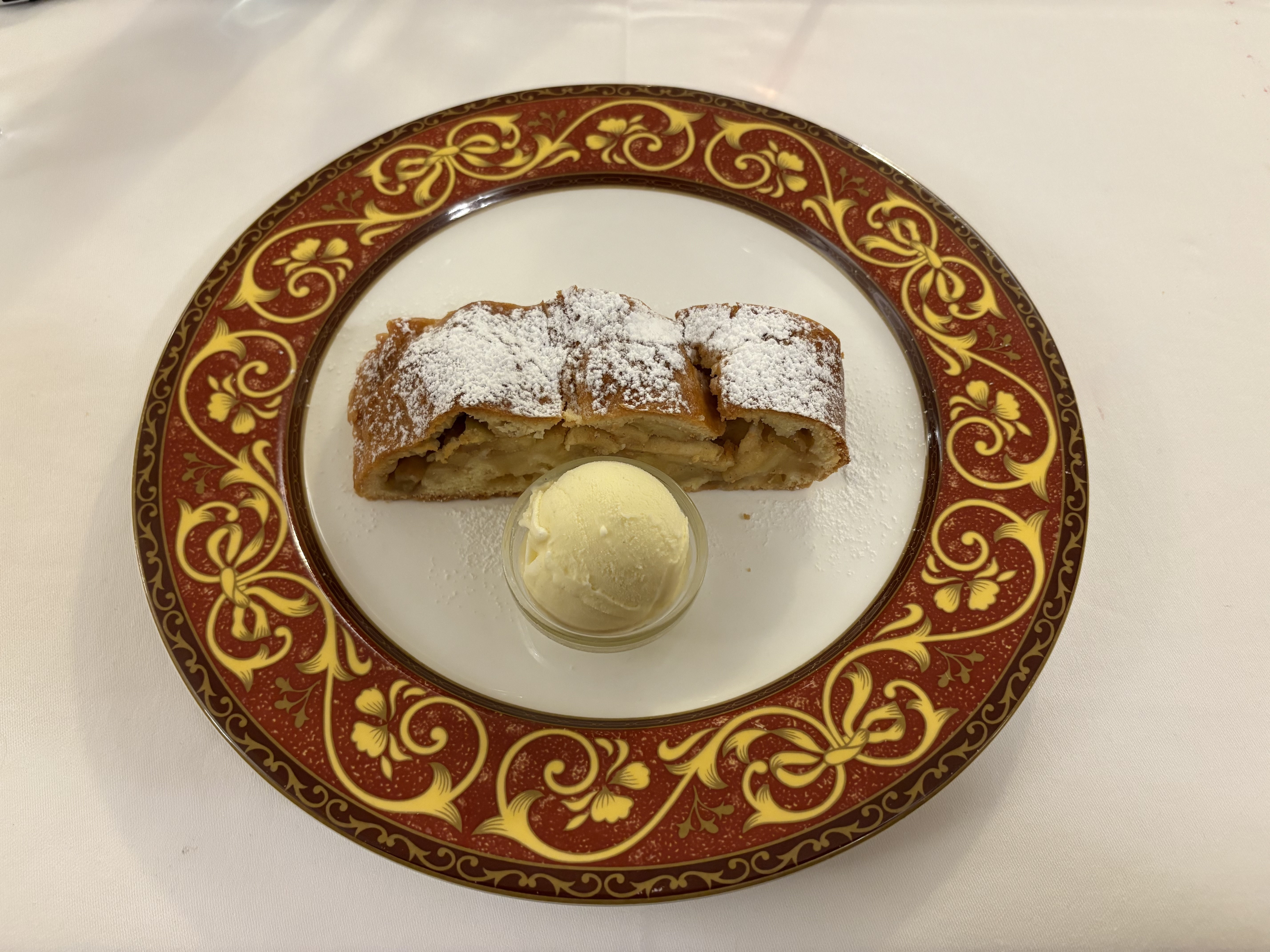
Apfelstrudel mit Vanilleeis

Apfelstrudel ist eine weit verbreitete Strudelart. Zur Zubereitung werden vor allem sogenannter Strudelteig, aber auch Blätterteig, Quarkteig (österr. Topfenteig) und Hefeteig (österr. Germteig) verwendet. Ein aus Strudelteig zubereiteter Apfelstrudel wird, vor allem, wenn der Teig manuell zu einem Teigblatt ausgezogen wurde, „ausgezogener Apfelstrudel“ genannt. Diese Variante ist in Österreich und anderen Gebieten der ehemaligen k.u.k. Donaumonarchie eine traditionelle Mehlspeise und ein Nationalgericht.

## Beschreibung
Die Fülle von Apfelstrudel besteht üblicherweise aus (von Kerngehäuse und Schale befreiten) blättrig geschnittenen süß-sauren Äpfeln, dunklen Rosinen und in Butter gerösteten Semmelbröseln, abgeschmeckt mit gemahlenem Zimt und Kristallzucker.
Apfelstrudel wird frisch warm und knusprig, kalt oder nachträglich gewärmt serviert. Oft wird er teilweise mit Staubzucker überpudert aufgetragen. Gelegentlich wird der Apfelstrudel auch mit Vanillesauce oder mit Vanilleeis oder Schlagobers (Schlagsahne) serviert, was aber nicht der in Österreich traditionellen Anrichtung entspricht.
Varianten sind mit Zusätzen von gestiftelten Mandeln, gehackten Walnüssen, mit in Spirituosen gequollenen Rosinen, geriebener Zitronenschale, in Zitronensaft marinierten Äpfeln, Sauerrahm oder zusätzlich mit einer Milchrahm-Eier-Mischung verfeinert.

## Geschichte
Vermutlich liegt der Ursprung des Strudelteiges in Arabien, von wo aus er über Ägypten, Israel und Syrien bis in die Türkei gebracht wurde. Von dort aus gelangte das Rezept nach der Eroberung Konstantinopels im Jahr 1453, möglicherweise aus der türkischen Baklava oder einem gefüllten Fladenbrot weiterentwickelt, über den Balkan nach Wien. Dabei diente die Speise als Marschverpflegung, da sie lange haltbar war. Zu Zeiten der Donaumonarchie kam der Apfelstrudel (ungarisch: Almásrétes) aus Ungarn nach Wien. Während der Türkenbelagerungen im 16. und 17. Jahrhundert erlernten die Ungarn die Zubereitung des hauchdünnen, von Hand gezogenen Teigs. Im Jahre 1696 wurde der Apfelstrudel erstmals schriftlich erwähnt.

„Apfelstrudel gibt es in vielen Ländern, ihre Herstellungsweise ist bekannt und keine sonderliche Kunst. Aber unter allen Arten dieser so beliebten Mehlspeise ist der Wiener Apfelstrudel der berühmte und bevorzugte. Der Fremde, der nach Wien kommt, delektiert sich gern in doppelten Portionen an dieser Speise, welche den Ruhm der Wiener Küche bedeutet. In allen Stätten verfeinerter Küche der ausländischen Großstädte wird der Wiener Apfelstrudel, von österreichischen Köchen erzeugt, als Spezialität, als Delikatesse angeboten.“

## Sonstiges
Geeignete säuerliche Apfelsorten werden in Österreich auf Wochenmärkten als „Strudler“ bezeichnet.
Der längste Apfelstrudel der Welt wurde am 15. August 2015 in Kaprun/Österreich gebacken und hatte eine Länge von 752 m.